# 伊迪切河
44°34′43″N 11°52′21″E / 44.5787°N 11.8724°E

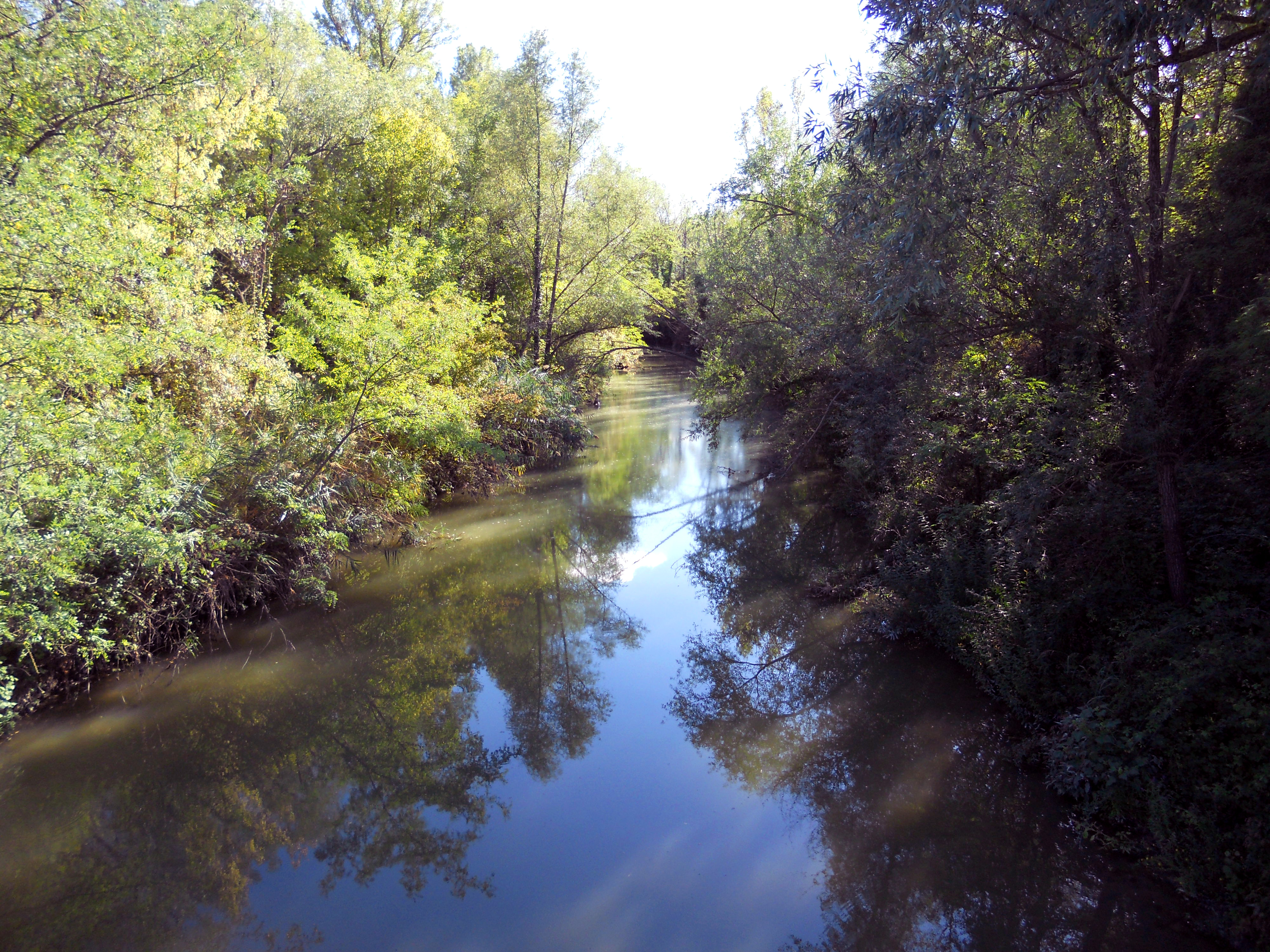

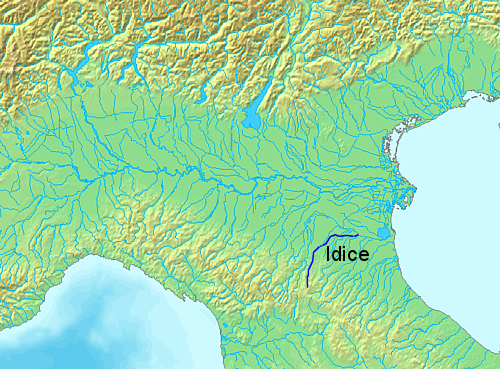

伊迪切河是意大利的河流，位於該國中北部，流經托斯卡納大區和艾米利亞-羅馬涅大區，河道全長78公里，流域面積800平方公里，發源自蒙吉多羅附近。